# Alex Salmond
Alexander Elliot Anderson Salmond, známý jako Alex Salmond, (31. prosince 1954 Linlithgow – 12. října 2024 Ochrid (Severní Makedonie)) byl skotský politik, bývalý předseda Skotské národní strany a v letech 2007–2014 první ministr Skotska.

## Život
Vystudoval ekonomii a historii na Linlithgow Academy a Univerzitě v St Andrews. V letech 1987 až 2010 byl poslancem Dolní sněmovny. Předsedou své strany byl poprvé v letech 1990 až 2000, opět jím byl zvolen v roce 2004. V roce 2007 pod jeho vedením zvítězila SNP ve volbách do Skotského parlamentu. Po volbách se stal prvním ministrem Skotska. Rezignoval roku 2014 poté, co stoupenci skotské nezávislosti prohráli v referendu o této otázce.
Po sérii sporů s politickými souputníky a skandálů, kvůli kterým byl předmětem trestního stíhání, oznámil v březnu 2021 vznik vlastní nacionalistické strany Alba. V jejím čele chtěl spolu s dalšími několika odpadlíky od Skotské národní strany znovu proniknout do skotského parlamentu. Jeho strana však nezískala ani jeden mandát.